# Mc Donnell Douglas F/A-18 HARV
El High Alpha Research Vehicle (en español: vehículo de investigación de gran ángulo de ataque), abreviado HARV, fue un F/A-18 Hornet modificado usado por la NASA en un programa de tres fases para investigar el vuelo controlado a grandes ángulos de ataque usando empuje vectorial, modificaciones de los mandos de vuelo, y las extensiones del borde de ataque. El programa duró desde abril de 1987 a septiembre de 1996.

### Desarrollos relacionados
- F/A-18 Hornet

### Aeronaves similares
- Mikoyan MiG-35
- Sukhoi Su-37